# Торейская впадина
Торе́йская впа́дина — впадина в южной части Забайкальского края России и Монголии. В морфоструктурном отношении является частью Улдза-Торейской высокой равнины.

## Расположение
Российская часть впадины от российско-монгольской границы (в окрестностях станции Соловьёвск) протягивается сначала на север (на расстояние около 40 км), затем на восток (около 20 км), и, таким образом, имеет Г-образную форму. Ширина впадины изменяется от 22 км на юге до 12 км на востоке.

## Геология
В миоцене, на месте современных Торейской и Ары-Булакской впадин появился крупный озерный бассейн. Центр палеопрогиба находился в районе коленообразного изгиба долины р. Борзя. Развитие этого бассейна прекратилось в среднем миоцене, палеовпадина испытала инверсию, превратилась в низкое водораздельное плато. Современная Торейская впадина появилась на месте низкого водораздельного плато в начале  пьяченцского века плиоцена. В это же время началось заполнение впадины озерными и пролювиальными отложениями: суглинками, глинами, алевритами, песками и щебнями.

## Гидрография и ландшафт
В пределах Торейской впадины и восточнее её расположены крупные Торейские озёра (Барун-Торей и Зун-Торей) с отметкой уреза воды 596 м. Прилегающие к ним окрестности представлены холмистой равниной, высота которой составляет 650—700 м (местами встречаются сопки до 800—835 м). Преобладающие типы ландшафта — сухие степи и лугово-болотные равнины.